# Niger Telecoms
Niger Telecoms est une société publique de télécommunications nigérienne créée le 28 septembre 2016 par la fusion des deux société étatiques nigériennes de télécommunications Sonitel (voix et internet par la téléphonie fixe) et Sahelcom (voix et internet par la téléphonie mobile). Face aux résultats toujours déficitaires des 2 entreprises, l'Etat nigérien a annoncé en 2015 leur fusion, qui s'est concrétisée le 28 septembre 2016.

## Histoire
Sahelcom et Sonitel sont deux entreprises nigériennes de télécommunications qui ont été nationalisées en 2012 à la suite de leurs difficultés financières.
Ces difficultés perdurant, l'Etat nigérien a pris la décision de les fusionner en une seule entité appelée Niger Telecom. La nouvelle entreprise est dotée d'un capital de 23,5 milliards de francs CFA (soit 35 millions d'euros).
Le docteur Abdou Harouna a été nommé directeur général de Niger Telecom le 3 décembre 2016.

## Activités
Opérateur de télécommunications (Voix et internet) fixe et mobile.